# Nikon D3400
La Nikon D3400 è una fotocamera DSLR in formato DX Nikon. L'annuncio ufficiale da parte di Nikon avviene il giorno 17 agosto 2016. Sostituisce il modello precedente D3300.

## Caratteristiche
Il corpo macchina della Nikon D3400 è in fibra di carbonio composita e mantiene dimensioni molto contenute (124 x 98 x 76 mm) ed il peso, rispetto alla D3300, è stato ridotto del 20% portandolo a 395g. All'interno trova alloggiamento un sensore CMOS (APS-C) da 24,7 Mpixel a cui si affianca il processore Expeed 4. Questo modello, rispetto al precedente, si caratterizza per la presenza del modulo Bluetooth Low Energy che permette di mantenere una connessione sempre attiva con lo smartphone, consentendo il trasferimento delle foto mediante il software SnapBridge, non supporta però il controllo remoto garantito su altri modelli dalla connessione wi-fi.
Per poter alloggiare il bluetooth, rispetto al modello precedente, sono state rimosse alcune caratteristiche, ad esempio non è più presente il connettore per microfono esterno ed il flash è stato leggermente depotenziato. Posteriormente troviamo un display da 3 pollici con una risoluzione di 921.000 punti.
Come accade già in altri modelli entry-level precedenti, nella D3400 non è presente un motore AF integrato nel corpo macchina, per cui se fosse necessario sfruttare questa caratteristica, dovranno essere utilizzati obiettivi Nikkor AF-S oppure AF-I i quali integrano al loro interno il motore autofocus.
Mettendo a confronto la D3400 con il primo modello della serie, ovvero la D3000, separate da 7 anni dai rispettivi periodi di presentazione sul mercato, si può notare un notevole miglioramento tecnologico: gamma ISO ampliata, Live View, riprese video, maggiore frequenza di scatto e connettività bluetooth.

### Foto
- Autofocus Nikon Multi-CAM 1000 con rilevamento fase TTL, 11 punti AF
- Raffiche da 5 frame al secondo
- D-Lighting attivo
- Formato foto Jpeg e Raw

### Video
Durante le riprese video la D3400 offre la possibilità di utilizzare l'autofocus continuo, anche se il suo utilizzo comporterà la presenza di rumori di fondo nella registrazione audio attraverso il microfono integrato. Una delle caratteristiche presenti sul modello precedente e che è venuta meno è la presenza del jack per collegamento di un microfono esterno.
- Video in Full HD a 60/50 frame per secondo
- AF continuo

## Kit
Nikon commercializza la D3400 proponendola in vari kit, fra cui:
- Kit Nikon D3400 + obiettivo Nikkor AF-P DX 18-55 mm 1:3.5-5.6G VR
- Kit Nikon D3400 + obiettivo Nikkor AF-S 18/105 VR
- Kit Nikon D3400 + obiettivo Nikkor AF-P DX 18-55 VR + obiettivo Nikkor AF-P DX 70-300 VR